# Сін Сан Гю
Сін Сан Гю (кор. 신 상규; нар. 2 травня 1968) — південнокорейський борець вільного стилю, бронзовий призер чемпіонату Азії, бронзовий призер Азійських ігор, учасник Олімпійських ігор.

## Життєпис
На літніх Олімпійських іграх 1992 року в Барселоні Сін Сан Гю змагався у ваговій категорії до 62 кг. Турнір проходив у двох групах по круговій системі. Борець, що програвав два поєдинки, вибував зі змагань. Південнокорейський спортсмен провів чотири сутички в групі А, у двох з них переміг — представника Канади Марті Колдера та Карстена Полкі з Німеччини та у двох програв — північнокорейцю Кіму Гвану Чхолю та представнику Об'єднаної команди Магомеду Азізову, посівши в результаті восьме місце.

## Спортивні результати на міжнародних змаганнях

### Виступи на Олімпіадах
| Змагання                    | Збірна         | Вагова категорія          | Місце |
| --------------------------- | -------------- | ------------------------- | ----- |
| Літні Олімпійські ігри 1992 | Південна Корея | вільна боротьба, до 62 кг | 8     |

### Виступи на Чемпіонатах світу
| Змагання                        | Збірна         | Вагова категорія          | Місце |
| ------------------------------- | -------------- | ------------------------- | ----- |
| Чемпіонат світу з боротьби 1991 | Південна Корея | вільна боротьба, до 62 кг | 11    |

### Виступи на Чемпіонатах Азії
| Змагання                       | Збірна         | Вагова категорія          | Місце  |
| ------------------------------ | -------------- | ------------------------- | ------ |
| Чемпіонат Азії з боротьби 1992 | Південна Корея | вільна боротьба, до 62 кг | Бронза |

### Виступи на Азійських іграх
| Змагання           | Збірна         | Вагова категорія          | Місце  |
| ------------------ | -------------- | ------------------------- | ------ |
| Азійські ігри 1990 | Південна Корея | вільна боротьба, до 62 кг | Бронза |